# Comuna Vlădaia, Mehedinți
Vlădaia este o comună în județul Mehedinți, Oltenia, România, formată din satele Almăjel, Scorila, Ștircovița și Vlădaia (reședința).

## Demografie
Componența etnică a comunei Vlădaia
     Români (80,1%)
     Alte etnii (0%)
     Necunoscută (19,9%)
Componența confesională a comunei Vlădaia
     Ortodocși (79,59%)
     Alte religii (0,36%)
     Necunoscută (20,04%)
Conform recensământului efectuat în 2021, populația comunei Vlădaia se ridică la 1.372 de locuitori, în scădere față de recensământul anterior din 2011, când fuseseră înregistrați 1.735 de locuitori. Majoritatea locuitorilor sunt români (80,1%), iar pentru 19,9% nu se cunoaște apartenența etnică. Din punct de vedere confesional, majoritatea locuitorilor sunt ortodocși (79,59%), iar pentru 20,04% nu se cunoaște apartenența confesională.

## Politică și administrație
Comuna Vlădaia este administrată de un primar și un consiliu local compus din 11 consilieri. Primarul, Ovidiu-Emil Pîrșan[*], de la Partidul Național Liberal, este în funcție din 1 noiembrie 2024. Începând cu alegerile locale din 2024, consiliul local are următoarea componență pe partide politice:
|  | Partid                    | Consilieri | Componența Consiliului | Componența Consiliului | Componența Consiliului | Componența Consiliului | Componența Consiliului | Componența Consiliului |
|  | ------------------------- | ---------- | ---------------------- | ---------------------- | ---------------------- | ---------------------- | ---------------------- | ---------------------- |
|  | Partidul Național Liberal | 6          |                        |                        |                        |                        |                        |                        |
|  | Partidul Social Democrat  | 5          |                        |                        |                        |                        |                        |                        |